# Hydroxid strontnatý
Hydroxid strontnatý je anorganická sloučenina (hydroxid) se vzorcem Sr(OH)2. Jedná se o žíravinu. Vyskytuje se v bezvodé formě či jako monohydrát nebo oktahydrát.

## Výroba
Hydroxid strontnatý se vyrábí reakcí strontnatých solí se silnými hydroxidy, například:
Sr(NO3)2 + 2 NaOH → 2 NaNO3 + Sr(OH)2.
Sr(OH)2 vznikne jako bílá práškovitá sraženina, následně je roztok filtrován a hydroxid strontnatý se omývá chladnou vodou a suší.

## Použití
Hydroxid strontnatý se používá především v rafinaci řepného cukru a jako stabilizátor v plastech. Také může být použit jako zdroj strontnatých kationtů, pokud je chlor z chloridu strontnatého nežádoucí.

## Reakce
Sr(OH)2 absorbuje oxid uhličitý za vzniku uhličitanu strontnatého:
Sr(OH)2 + CO2 → SrCO3 + H2O.

## Bezpečnost
Hydroxid strontnatý je silně dráždivý pro kůži, oči a dýchací soustavu. Při požití je zdraví škodlivý.